# ACtronics Achterhoek Rallye
Die ACtronics Achterhoek Rallye ist eine Autorallye im Achterhoek im Jahr 2019. Eibergen fungierte als Start- und Zielort der Rallye, deren Verlauf sich östlich und westlich von Eibergen in der Gemeinde Berkelland erstreckte. Die ACtronics Achterhoek Rallye ist Teil der niederländischen Meisterschafts-Rallye, speziell der kurzen Rallye-Meisterschaft im Jahr 2020.

## Geschichte
Die ACtronics Achterhoek Rallye wird von der Stichting Rallysport Achterhoek organisiert. Die Rallye findet in Eibergen statt und wird komplett in der Gemeinde Berkelland gefahren. Die erste Ausgabe der Rallye fand am 5. Oktober 2019 statt.
Im Jahr 2020 konnte die Rallye aufgrund der Covid-19-Pandemie nicht stattfinden. Als Ersatz wurde ein virtuelles Rennen unter dem Namen Virtual ACtronics Achterhoek Rallye veranstaltet.

## Rasseigenschaften
Die Achterhoek Berkelland Rallye bestand 2019 aus drei verschiedenen Wertungsprüfungen. Diese Klassifizierungstests waren völlig innerhalb der Berkelland-Gemeinde um die Kerne Rekken, Beltrum und Eibergen. Unterwegs passieren die Teilnehmer verschiedene Untergründe, von Betonpfaden über Schotter, von Asphalt bis Klinker und von Sand bis Split. Start und Ziel der Achterhoek Berkelland Rallye befinden sich im Freilichttheater von Eibergen.
Die gefahrenen Kilometer werden auf sogenannten Sonderprüfungen gefahren: Eine geschlossene Strecke, auf der das teilnehmende Rallyeteam versucht, so schnell wie möglich von Anfang bis Ende zu fahren. Die Dauer davon führt zu einer KP-Zeit. Alle erreichten KP-Zeiten zusammen bestimmen die Gesamtzeit, auf der das Ranking basiert – mit oder ohne Strafzeitzuschlag. Die Rennkilometer, die nicht mit Geschwindigkeit gefahren werden, werden auf den sogenannten Verbindungsstrecken gefahren. Verbindungsrouten führen die Teilnehmer zu und von den verschiedenen Einstufungstests der Rallye oder zu einem sogenannten Service-Bereich: einem Ort, an dem die Teilnehmer innerhalb einer bestimmten Frist zu festgelegten Zeiten an ihrem Rennauto basteln können. Die Teilnehmer müssen die üblichen Verkehrsregeln auf den Verbindungsstrecken einhalten, was bedeutet, dass für die Klassifizierung auf dieser Strecke keine Zeitüberwachung erforderlich ist.

## Gesamtsieger
| Jahr | Rallye                           | Gesamtsieger       | Gesamtsieger | Fahrzeug       |
| Jahr | Rallye                           | Fahrer             | Beifahrer    | Fahrzeug       |
| ---- | -------------------------------- | ------------------ | ------------ | -------------- |
| 2019 | 01. Achterhoek Berkelland Rallye | Jim van den Heuvel | Jouri Dockx  | Ford Fiesta R5 |
| 2020 | 02. ACtronics Achterhoek Rallye  | Kein rallye        |              |                |
| 2021 | 02. ACtronics Achterhoek Rallye  |                    |              |                |

## Gesamtsieger Virtual ACtronics Achterhoek Rallye
| Jahr | Rallye                                  | Fahrer            |                     |
| Jahr | Rallye                                  | Fahrer            | Fahrzeug            |
| ---- | --------------------------------------- | ----------------- | ------------------- |
| 2020 | 01. Virtual ACtronics Achterhoek Rallye | Simon Vansevenant | Ford Fiesta R5 MKII |
| 2021 | 02. Virtual ACtronics Achterhoek Rallye |                   |                     |